# Nyssodrysina exilis
Nyssodrysina exilis là một loài bọ cánh cứng trong họ Cerambycidae.